# 승관 제도
승관 제도(僧官制度) 또는 승관제(僧官制)는 동아시아의 불교에서 불교 사찰 및 승단을 통괄하기 위한 제도이다.

## 나라별 승관제

### 중국
중국의 승관 제도는 남북조 시대 때 처음으로 시작되었다.

### 한국
한국의 승관 제도는 삼국시대 신라와 백제에서 시작되었다. 신라의 승관 제도가 언제부터 실시되고 그 직무가 무엇인지는 상세히 알 수 없으나 《삼국사기》와 《삼국유사》에 나타난 단편적인 기록을 통해 다음과 같은 직계(職制)가 존립했었음을 알 수 있다.
1. 국통(國統) ― 승통(僧統) 또는 사주(寺主)라고도 하며 그 시초는 진흥왕(眞興王: 재위 540~576) 12년(551)에 고구려에서 온 혜량법사(惠亮法師: fl. 551)를 국통으로 삼은 데서 비롯된다. 후에 선덕여왕(善德女王: 재위 632~647) 때 자장율사(慈藏律師)를 대국통으로 삼았으며 이로부터 대국통(大國統)의 명칭이 새로 생겼다. 국통이나 대국통은 승단의 최고 통솔자로서 전 승니(僧尼)의 기강과 규범을 세우고 그에 따라 모든 승려들을 통솔하고 승단의 제반 행정업무를 주관하였다.
2. 도유나랑(都維那娘) ― 대도유나와 함께 둔 것으로 1명으로 아니(阿尼)를 그 직무에 임명하였다 한다.
3. 대도유나(大都維那) ― 진흥왕 12년(551)에 국통과 함께 설치한 직위로서 보량법사(寶良法師)를 임명하였다. 처음에는 한 사람이었으나 진덕여왕 원년(647)에 한 사람을 더 두었다.
4. 대서성(大書省) ― 그 기능은 알 수 없으나 진흥왕 11년(550)에 안장법사(安藏法師)를 대서성으로 삼았다는 것이 최초의 기록이다. 처음에는 한 사람이었는데 진덕여왕(眞德女王: 재위 647~654) 원년(647)에 한 사람을 더하여 두 사람을 두었다.
5. 소년서성(小年書省) ― 소서성(少書省)이라고도 하며 두 사람을 두었는데 원성왕(元聖王: 재위 785~798) 3년(787)에 혜영(慧英)과 범여(梵如)의 두 법사를 임명하였다.
6. 주통(州統) ― 전국 9주(州)에 주통을 1명씩 임명하였다.
7. 군통(郡統) ― 주통 밑에 군통을 2명씩 두어 18명의 군통을 두었다.

이 밖에 국통 밑에 군승정(郡僧正)이 있어 헌강왕(憲康王: 재위 875~886) 10년(884)에 연훈(連訓)이 영암군 승정(靈巖郡僧正)으로 있었다. 또 9명의 주통과는 달리 절주통(節州統)이 있어 황룡사승(皇龍寺僧)이 이에 임명되었고 항창(恒昌)과 각명(覺明)도 다 같이 절주통으로 임명된 적이 있다.
원성왕 원년(785)에 정관(政官, 혹은 政法典)이 설치되었고 그 장(長)을 정법사(政法事)라 하였는데, 이들 승관(僧官)은 행정사무를 관장하는 한편 국민교화의 지도자로서의 직분도 부여받았으며, 또 군사적인 기능까지도 지닌 것으로 생각된다. 그밖에 사천왕사(四天王寺)를 비롯한 7개 사원에는 그 사찰의 운영과 영선(營繕)을 맡아보는 사성전(寺成典)을 두었다.  즉, 사천왕사성전(四天王寺成典), 봉성사성전(奉聖寺成典), 봉은사성전(奉恩寺成典), 영묘사성전(靈妙寺成典), 영흥사성전(永興寺成典)이 그것이다. 이들은 경덕왕 때 개칭되어 감사천왕사부(監四天王寺院), 수영봉성사원(修營奉聖寺院), 수영감은사원(修營感恩寺院), 수영영묘사원(修營奉德寺院), 수영봉은사원(修營奉恩寺院), 수영영묘사원(修營靈妙寺院), 감영흥사관으로 불리다가 다시 혜공왕 12년(776)에 옛 명칭으로 환원되었다. 이 사성전의 장(長)에는 대개 진골(眞骨) 신분의 인물이 임명되었고 그 기구 역시 방대한 규모로 많은 관리들을 두었다.
한편 백제의 승관에 대해 전하는 사료는 없지만 일본에서의 승정 도입에 백제 승려가 관여했다는 점, 또 남조와 백제의 밀접한 관계를 들어 백제도 남조에 따라 승정을 임명한 것이 아니냐는 설이 있다.
삼국 시대의 승관 제도는 고려 시대의 승과 제도로 계승되었다.

### 일본
일본에서는 승관제도가 현번료(玄蕃寮)의 감독 하에 놓여 있었다. 승정(僧正)·승도(僧都)·율사(律師)로 이루어졌으며, 이를 보좌하기 위한 좌관(佐官)도 두었다.
스이코 천황 32년(624년)에 설치되었으며 율령체제 하에서의 불교계에서 중요한 역할을 하였다. 승려들의 관청인 승강소(僧綱所)는 나라 시대에는 야쿠시지(藥師寺)에, 헤이안 천도 후에는 서사(西寺)에 놓였다.
고닌 10년(819년)에는 승강소 정원이 승정 1명, 큰 승도 1명, 작은 승도 1명, 율사 4명으로 정해졌다.
조간 6년(864년)에는 승강의 벼슬로 승위가 정해졌고 승정에게 법인대화상위(法印大和尙位), 승도에 법안화상위(法眼和尙位), 율사에게 법교상인위(法橋上人位)가 주어졌다.
메이지 6년(1873년)에 폐지되었다.

## 같이 보기
- 승과 제도
- 과거 제도
- 고려의 과거 제도
- 조선의 과거 제도

## 참고 문헌
- 이 문서에는 다음커뮤니케이션(현 카카오)에서 GFDL 또는 CC-SA 라이선스로 배포한 글로벌 세계대백과사전의 내용을 기초로 작성된 글이 포함되어 있습니다.